# Silvio Vietta

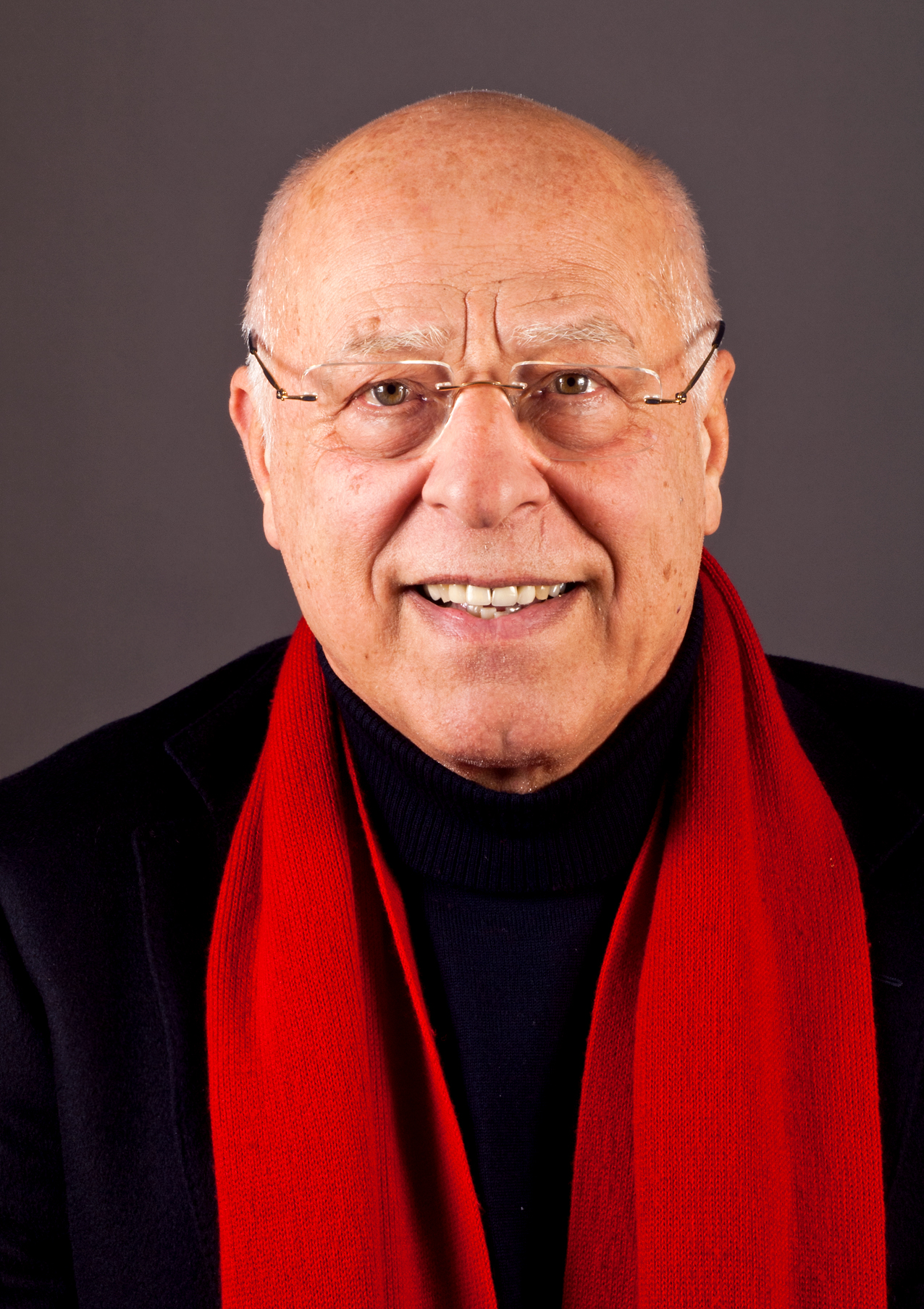
Silvio Vietta

Silvio Vietta (* 7. August 1941 in Berlin) ist Literaturwissenschaftler und Professor em. an der Universität Hildesheim.
Seine Forschungen konzentrieren sich auf deutsche Literatur, Philosophie und Europäische Kulturgeschichte. Hauptforschungsfelder in der Literatur sind der Expressionismus, die Frühromantik und die Moderne. Vietta publizierte zu Martin Heidegger und Hans-Georg Gadamer. Beide kannte er persönlich. Mit Gadamer führte er 2001 das letzte publizierte Gespräch (2002).

## Biographie
Silvio Vietta ist der Sohn des Reiseschriftstellers, Essayisten, Dramatikers und Kritikers Egon Vietta und dessen Frau Dorothea, geb. Feldhaus.
Nach dem Studium der Germanistik, Philosophie, Anglistik und Pädagogik folgte 1970 die Promotion an der Universität Würzburg über Sprache und Sprachreflexion in der modernen Lyrik. Vietta begann seine berufliche Karriere als Lecturer am Elmira College in Upstate New York.
1981 habilitierte sich Vietta für Neuere deutsche Philologie an der Universität Mannheim mit einer Arbeit über Neuzeitliche Rationalität und moderne literarische Sprachkritik und unterrichtete an den Universitäten Heidelberg, Tübingen, Mannheim und Hildesheim. In Hildesheim hat Vietta den Diplom-Studiengang „Kulturpädagogik“ (heute: Kulturwissenschaften und ästhetische Praxis) mit aufgebaut und die Hildesheimer Kulturwissenschaften nachhaltig geprägt.
2006 war er Visiting Professor an der Russischen Staatlichen Geisteswissenschaftlichen Universität in Moskau; 2007 und 2008–09 an der Universität Sassari, Italien; 2012 Gastprofessor an der Universität Campinas in Brasilien; 2013 an der Nehru-Universität in Neu-Delhi, Indien. Über beide Landeserfahrungen gibt er in zwei Büchern Auskunft: Das Fleisch des Lebens. Tagebuch einer Brasilienreise (2013) und Flughunde über Mumbai. Wie ich ein anderes Indien entdeckte (2015).
2012 gab er zusammen mit dem italienischen Wissenschaftler Roberto Rizzo den Briefwechsel zwischen seinem Vater und Hermann Broch heraus.
Vietta ist Mitglied des Advisory Boards von „Angermion“, „Jahrbuch für britisch-deutsche Kulturbeziehungen“ und ist Mitglied von AVUR (Agenzia Nationale Valutazione Ricerca Universitaria) in Italien sowie Mitglied des Internationalen Germanistenverbandes. Vietta ist Vater von zwei Kindern: Isabel (* 1974) und Claudio (* 1979).

## Preise
- Friedrich-Nietzsche-Preis 2006/07

## Theorie
Vietta ist spezialisiert auf das Feld der Makro-Epochenforschung. Er hat grundlegende Arbeiten zur Epoche des Expressionismus, zur Frühromantik, zur literarischen und ästhetischen Moderne publiziert. Das Werk des Romantikers Wilhelm Heinrich Wackenroder hat er zusammen mit Richard Littlejohns in einer historisch-kritischen Edition herausgegeben (1991). Eine Publikation des Jahres 2012 mit dem Titel Texte zur Poetik dokumentiert die europäische Geschichte der Poetik von Platon und Aristoteles über das Mittelalter, die Neuzeit bis hin zur Moderne und Postmoderne.
Vietta gehört zu den Mitbegründern einer neuen Forschungslinie der Europaforschungen („Europäistik“) mit Studien zur europäischen Kulturgeschichte und neuerdings zur Rationalität und der in ihr begründeten europäischen und globalen Zivilisation. Dazu hat er 2022 die Studie "Europas Literatur. Entstehung. Strukturen" vorgelegt.
Vietta vertritt die These, dass die abendländische Rationalität und insbesondere ihre kriegstechnische Überlegenheit zur Erforschung und Eroberung der Welt und somit zur heutigen Weltgesellschaft geführt haben. Nach Vietta ist die jeweilige Rationalitätsentwicklung entscheidend für die unterschiedlichen Lebensstandards in der Welt und somit für die Verteilung von Arm und Reich, die ihrerseits zu den weltweiten Migrationsbewegungen führen. Vietta vertritt auch die These, dass der religiöse Fundamentalismus eine Antwort auf diese Asymmetrie in der Rationalitätsentwicklung ist und somit diese und nicht primär die Religion für die Konfrontation der Kulturen verantwortlich sei. Auch die abendländische Literaturgeschichte bewegt sich im Rahmen der europäischen Rationalitätsentwicklung, wobei die Literatur von der antiken Tragödie bis zum modernen Roman eine kritische Gegenstimme zur Dominanz der Rationalität bildet.
1989 versuchte Vietta in der umstrittenen Studie Heideggers Kritik am Nationalsozialismus und an der Technik nachzuweisen, dass dieser Denker sich ab 1934 vom Nationalsozialismus abgewandt habe und ihm gerade am Nationalsozialismus das Wesen der modernen „Machenschaft“ – d. h. der machtpolitischen Weltvereinnahmung – aufgegangen sei. Gegen diese habe Heidegger seine Philosophie der Schonung und des Menschen als „Hirten des Seins“ entwickelt. Viettas neue Veröffentlichung ‚Etwas rast um den Erdball …‘ Heidegger: Ambivalente Existenz und Globalisierungskritik von 2015 rekonstruiert Heideggers Seinsphilosophie und vertritt die apologetische These, dass Heideggers Annäherung an den NS lediglich dem Irrtum entsprungen sei, seine Seinsphilosophie mit Hilfe der Nazis durchsetzen zu können. Heideggers Äußerungen zu Juden und Judentum, insbesondere die seit der Veröffentlichung der Schwarzen Hefte 2014 in der öffentlichen Diskussion stehenden und bekannt gewordenen Notate der Jahre 1938–1945, seien, so Vietta, nicht als Antisemitismus im Sinne der nationalsozialistischen Ideologie als „biopolitischer Rassismus“ zu verstehen, sondern als eine Form allgemeiner und zudem legitimer „Kulturkritik“ an bestimmten jüdisch-kapitalistischen Funktionsträgern. Vietta unterscheidet zwischen den Völkerverbrechen des biopolitischen Rassismus und einer Form der Kritik an Juden, ihrem rechnenden Denken und Finanzkapitalismus, die nicht illegitim sei. Als solche bezeichnet sie Vietta auch als „lässliche Kritik an den Juden, die man ebenso muss äußern können wie eine Kritik an jeder anderen Volks- und Religionsgruppe“.
Jüngste Überlegungen seit 2016 widmen sich der europäischen Kulturgeschichte und insbesondere der Rationalität als Motor der Geschichte Europas und der heutigen Globalisierung sowie der europäischen Werte-Theorie.
Letzte Studien gelten dem europäischen System der Werte. Vietta bezeichnet sie als „Wertefamilien“ und definiert Werte als „kollektive Leitvorstellungen für das Denken und Handeln“. Die europäische Kulturgeschichte sei geprägt von insbesondere drei Wertefamilien: 1. die europäische Rationalitätskultur mit ihrem Imperativ, das eigene Denken zu stärken und die Welt nicht mehr mythisch, sondern kausallogisch zu erklären. Diesem Gedanken entspringen die abendländischen Naturwissenschaften und deren technische Anwendungen und Produktionsformen. Zur ersten Wertegruppe zählt auch die Suche nach Wahrheit, Kritikfähigkeit, gehören Demokratie, Rechtsstaatlichkeit und Wehrfähigkeit als selbstverantwortliche politische Organisationsformen sowie die Persönlichkeitsbildung mit ihren dazugehörigen Lehr und Lerninstitutionen. Die 2. Wertefamilie ist religiöser Art, in Europa stark geprägt vom Christentum und dessen karitativen Werten der Nächstenliebe und Armenfürsorge, die heute weitgehend vom Sozialstaat getragen werden. Die 3. Gruppe sind Werte patriotischer Art wie Muttersprache, Heimatverbundenheit und ein Nationen-Bewusstsein, das nicht herrschaftlich, aber selbstbewusst ist. Vietta plädiert politisch für einen europäischen Wertepatriotismus und für eine ausgeglichene Werte-Balance.
Neuere Publikationen sind eine Studie zu Novalis: Novalis. Dichter einer neuen Zeit. Darin arbeitet er vor allem die poetologische Innovation von Novalis auf: Ausgehend von Kant und Fichte überträgt Novalis den Produktionsbegriff der Philosophie auf die Ästhetik und formulierte sie um: „Kunst – Fähigkeit bestimmt und frey zu produciren“. Das führt zur Umkehr der Nachahmungsästhetik zur Produktionsästhetik der Moderne. Im Zeitalter der mechanistischen Aufklärung sucht Novalis auch nach einer neuen Spiritualität. Er knüpft dabei ans Christentum an, aber will dieses zu einer freien Religiosität „ohne christlichen und weltlichen Zwang“ umformen. Das führt für ihn letztlich zu einer Art Pantheismus. Nach Novalis führt „die vollendete Speculation zur Natur zurück“, weil der Mensch und das Universum der Natur für ihn letztlich „integrante Hälften“ sind. Das Buch Macht. Eine kleine Kultur- und Universalgeschichte der Menschheit arbeitet mit zwei Begriffen der Macht: einer negativen MACHT1 als Äußerung der Gewalt und meist mit militärischen Mitteln durchgesetzt und der positiven MACHT2, als deren sanfte, vertragliche Form. Die Menschheitsgeschichte ist über weite Strecken eine Expansionsgeschichte von MACHT1 mit dem Ziel, diese durch MACHT2 zu bändigen.

## Werke
- Sprache und Sprachreflexion in der modernen Lyrik. Bad Homburg 1970.
- (zus. mit H.G. Kemper): Expressionismus. 7. Auflage. München 2001 (1975).
- (Hg.): Die Lyrik des Expressionismus. 4. Auflage. Tübingen 1999 (1976).
- Neuzeitliche Rationalität und moderne Literarische Sprachkritik. München 1981.
- Die literarische Frühromantik. Göttingen 1983.
- Literarische Phantasie: Theorie und Geschichte. Barock und Aufklärung. Stuttgart 1986.
- Heideggers Kritik am Nationalsozialismus und an der Technik. Tübingen 1989 (französ. Übersetzung Paris 1993, japan. Übersetzung Tokio 1996).
- Wilhelm Heinrich Wackenroder. Sämtliche Werke und Briefe. Historisch-kritische Ausgabe. Hrsg. mit R. Littlejohns. Band I: Werke. Heidelberg 1991. Band II: Briefwechsel, Reiseberichte, philologische Arbeiten, ‚Das Kloster Netley‘, Lebenszeugnisse. Heidelberg 1991.
- Die Literarische Moderne. Eine problemgeschichtliche Darstellung der deutschen Literatur von Hölderlin bis Thomas Bernhard. Stuttgart 1992.
- (Hg.): Romantik und Renaissance. Die Rezeption der italienischen Renaissance in der deutschen Romantik. Stuttgart 1994.
- Die vollendete Speculation führt zur Natur zurück. Natur und Ästhetik. Leipzig 1995.
- (Hg.): Ehrenpromotion Martin Walser. Reden. Schreiben. Vertonen. Hildesheim 1996 (108 Seiten).
- mit Dirk Kemper (Hg.): Ästhetische Moderne in Europa. Grundzüge und Problemzusammenhänge seit der Romantik. München 1998.
- mit Dirk Kemper (Hg.): Germanistik der 70er Jahre. Zwischen Innovation und Ideologie. München 2000.
- (Hg.): Das literarische Berlin im 20. Jahrhundert. Stuttgart 2001.
- Ästhetik der Moderne. Literatur und Bild. München 2001.
- mit Hans-Georg Gadamer: Im Gespräch. München 2002.
- m. a. (Hg.): Das Europa-Projekt der Romantik und die Moderne. Ansätze zu einer deutsch-italienischen Mentalitätsgeschichte. Tübingen 2005.
- (Hg.): Moderne und Mythos. München 2006.
- Der europäische Roman der Moderne. München 2007.
- Europäische Kulturgeschichte. Eine Einführung. Erweiterte Studienausgabe. München 2007.
- m. a. (Hg.): Ästhetik – Religion – Säkularisierung, Band I: Von der Renaissance zur Romantik. München 2008; Band II: Die klassische Moderne. München 2008.
- mit Michael Gehler (Hg.): Europa – Europäisierung – Europäistik. Neue wissenschaftliche Ansätze, Methoden und Inhalte. Wien 2010
- (Hg.): Texte zur Poetik. Eine kommentierte Anthologie. Darmstadt 2012.
- mit Roberto Rizzo (Hg.): „sich an den Tod heranpürschen …“. Hermann Broch und Egon Vietta im Briefwechsel 1933–1951. Göttingen 2012.
- Rationalität. Eine Weltgeschichte. Europäische Kulturgeschichte und Globalisierung. München 2012.
- A Theory of Global Civilization: Rationality and the Irrational as the Driving Forces of History. Kindle Ebooks, 2013.
- Das Fleisch des Lebens. Tagebuch einer Brasilienreise. Oldenburg 2013.
- Literatur und Rationalität. Funktionen der Literatur in der europäischen Kulturgeschichte. München 2014.
- Flughunde über Mumbai. Wie ich ein anderes Indien entdeckte. Oldenburg 2015.
- ‚Etwas rast um den Erdball …‘ Heidegger: Ambivalente Existenz und Globalisierungskritik. Paderborn 2015.
- Die Weltgesellschaft. Wie die abendländische Rationalität die Welt erobert und verändert hat. Baden-Baden 2016.
- mit Michael Gehler, Sanne Ziethen (Hg.): Dimensionen und Perspektiven einer Weltgesellschaft. Fragen, Probleme, Erkenntnisse, Forschungsansätze und Theorien. Wien 2018.
- Europas Werte. Geschichte – Konflikte – Perspektiven. Freiburg/München 2019.
- Novalis. Dichter einer neuen Zeit. Würzburg 2021.
- Macht. Eine kleine kultur- und Universalgeschichte der Menschheit. Würzburg 2021.
- Europas Literatur. Entstehung. Strukturen. Eine Einführung. Würzburg 2022.
- Ein Leben in Deutschland. Autobiographie von Silvio Vietta. Heidelberg 2025